# الشاطبي (الإسكندرية)

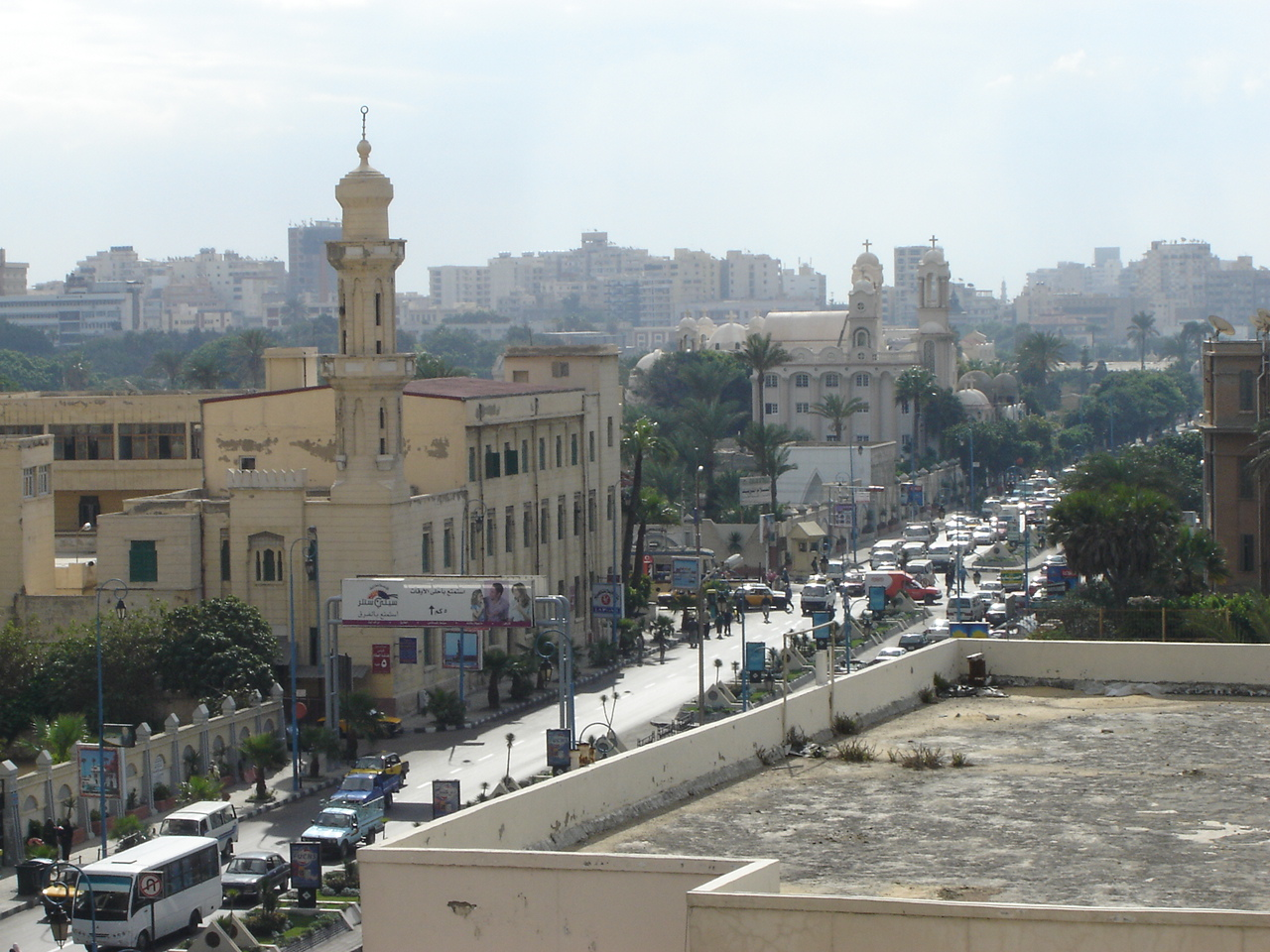
مسجد وكنيسة بحي الشاطبي السكندري، ويظهر خط ترمواي

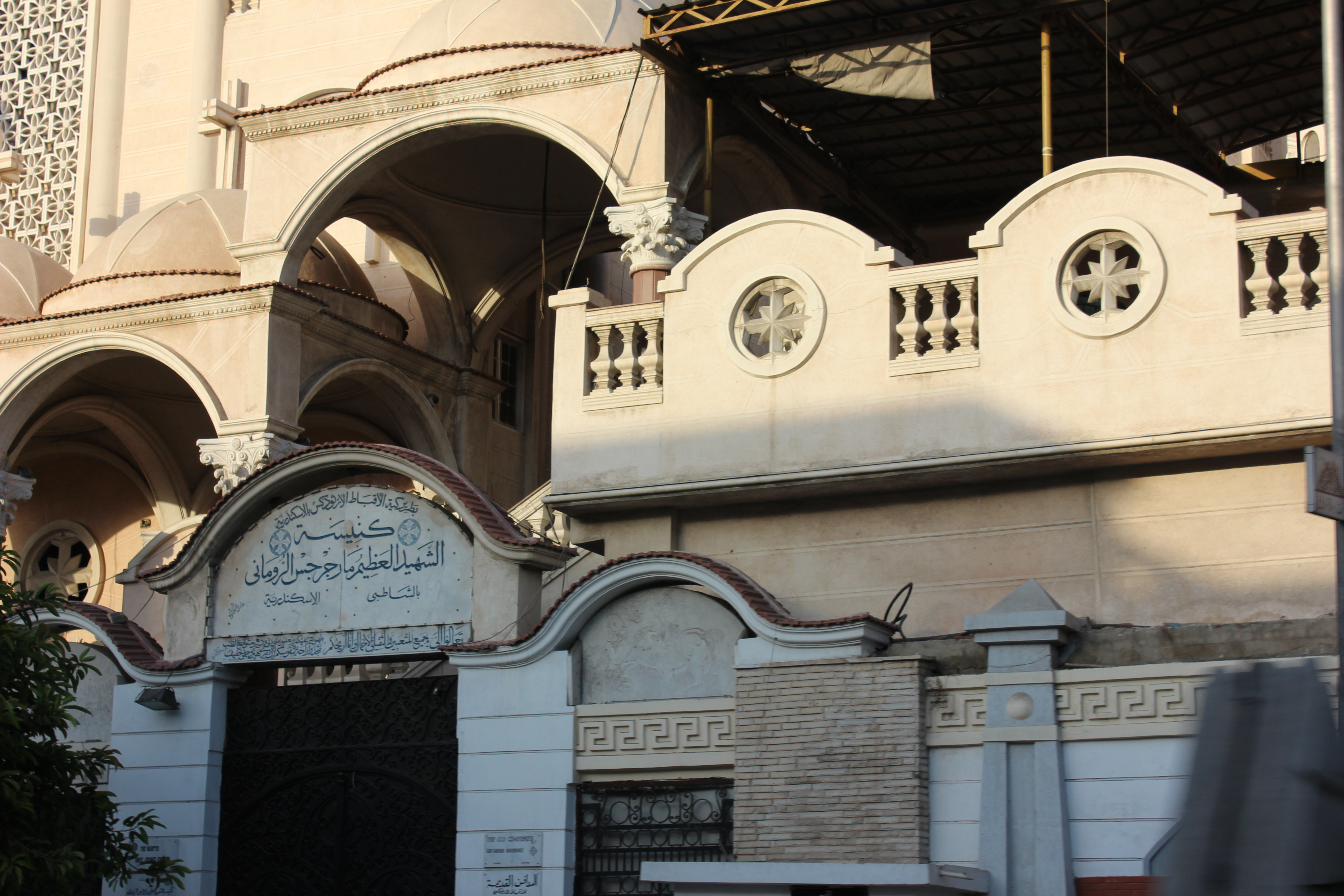
كنيسة مار جرجس - بطريركية الأقباط الأرثوذكس

حي الشاطبي ، أحد أحياء مدينة الإسكندرية بجمهورية مصر العربية ، أطلق هذا الاسم على المنطقة التي دفن بها العالم أبو عبد الله الشاطبي نسبة إليه وتوجد على مقربة من البحر بمنطقة الشاطبي زاوية تسمي زاوية الشاطبي يوجد بها ضريحه ويزورها الكثيرون من أهالي الإسكندرية.

## معالم شهيرة
- نادي الاتحاد السكندري
- مكتبة الإسكندرية
- كلية سان مارك (مدرسة)
- مدرسة ليسيه الحرية
- مدرسة النصر للبنين
- كلية النصر للبنات
- المقر الرئيسي لجامعة الإسكندرية
- مجمع الكليات النظرية [1][2]
- مستشفى الشاطبي الجامعي للأطفال
- جمعية الشبان المسلمين - فرع الإسكندرية
- قصر ثقافة الشاطبى - الهيئة العامة لقصور الثقافة [3][4]
- نادى السلاح السكندري [5]
- المقابر المسيحية [6]

## معرض الصُور

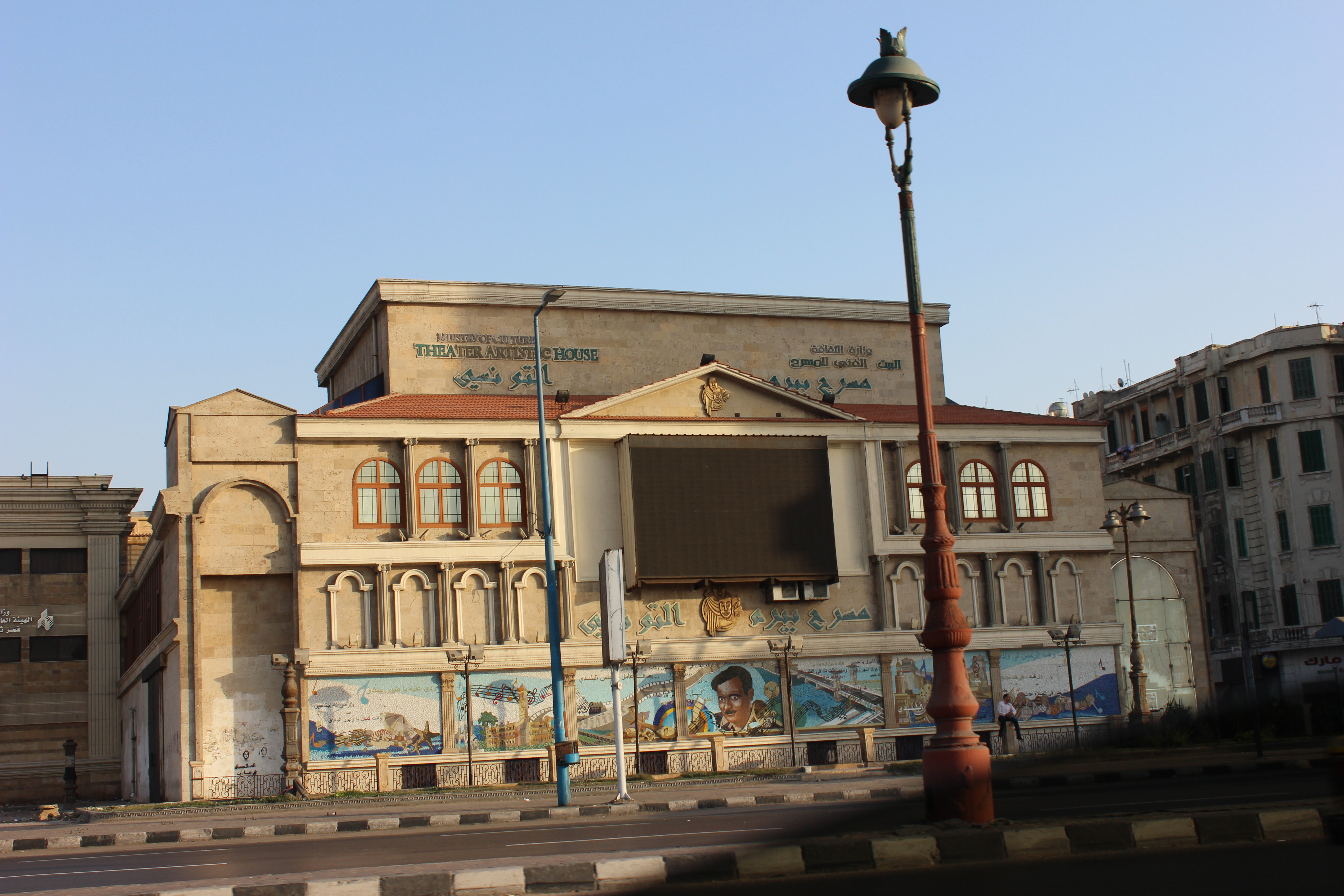
مسرح بيرم التونسي
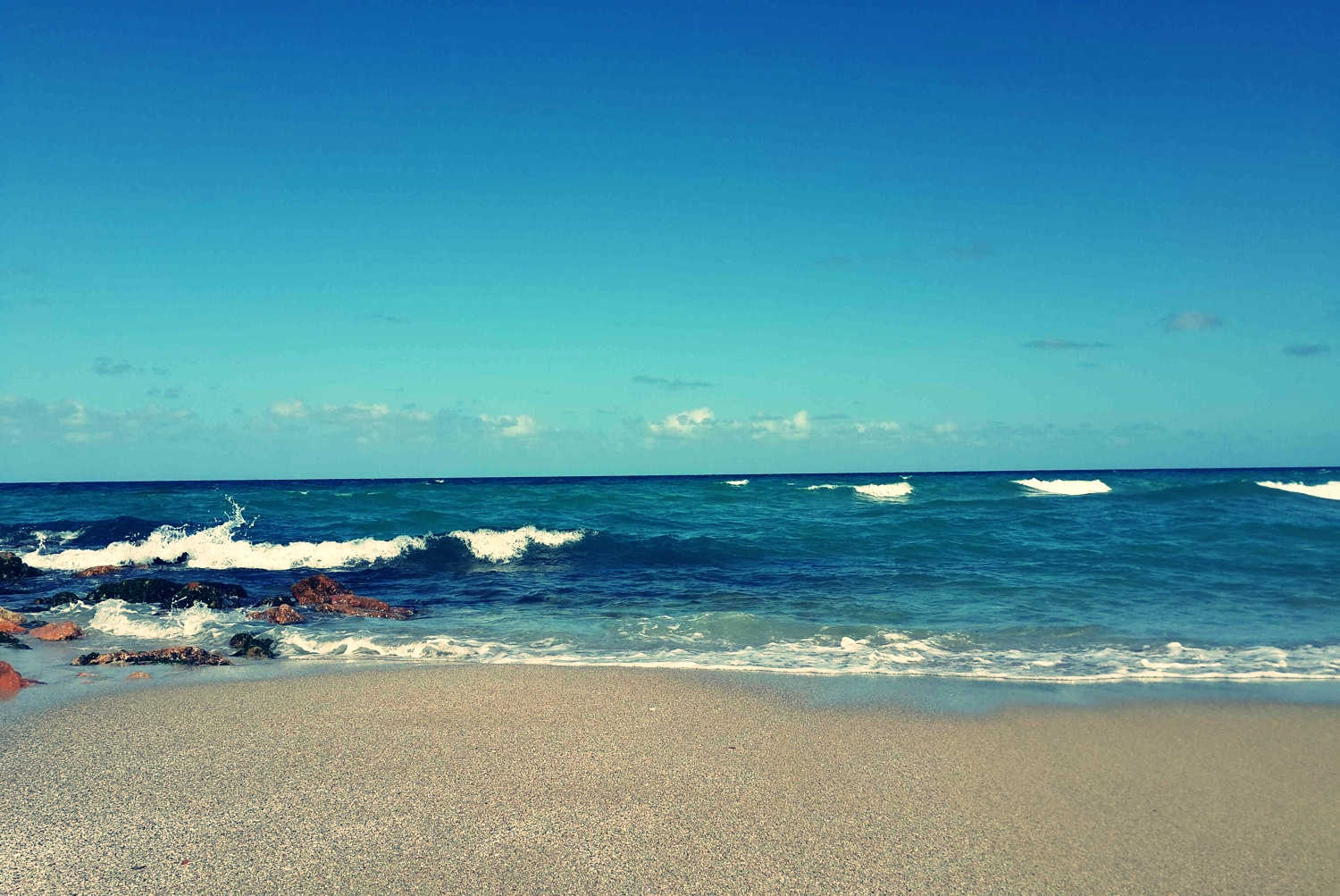
شاطئ الشاطبي